# Dolichopeza microdonta
Dolichopeza microdonta är en tvåvingeart som beskrevs av Alexander 1968. Dolichopeza microdonta ingår i släktet Dolichopeza och familjen storharkrankar. Inga underarter finns listade i Catalogue of Life.